# Plattenrock

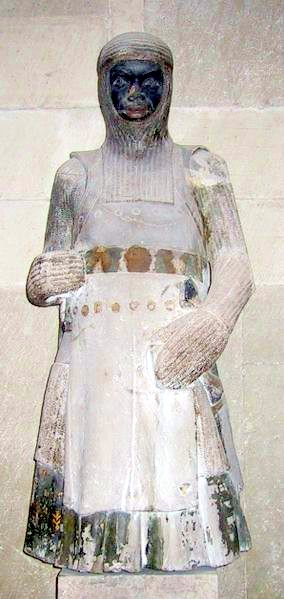
Eine der ältesten Darstellungen eines Plattenrockes (um 1250): Der heilige Mauritius im Magdeburger Dom

Der so genannte Plattenrock (auch veraltet: Spangenharnisch) entstand vermutlich im Verlaufe der zweiten Hälfte des 13. Jahrhunderts, als der Schutz, den eine Kettenrüstung bot, alleine nicht mehr ausreichend war, vermutlich insbesondere unter den Erfahrungen des zunehmenden Einsatzes von Fernwaffen (Armbrust, Bogenwaffen). In jener Zeit findet sich oftmals die zeitgenössische Bezeichnung als Plâten.
Ein Plattenrock bestand aus mehreren überlappend angebrachten Eisenplatten, die an der Innenseite eines Überwurfes angebracht wurden, und schützte auf Grund seiner starren Form nur den Torso. Fundstücke, so zum Beispiel Plattenrock des Zacharias Haderer im Bayerischen Armeemuseum Ingolstadt oder aus Massengräbern der Schlacht von Visby (1361), geben einen guten Eindruck der Verschiedenartigkeit des Aufbaus.
Als Träger kommen verschiedene Materialien in Frage, darunter Leder, oder festes Tuch aus z. B. Leinen. Spätere Nachfolgertypen, die Brigantinen oder Corrazine, weisen eher Leinen auf. Als Deckstoff kam üblicherweise ein höherwertiges Tuch zum Einsatz, z. B. Seide oder Seidensamt. Die Platten wurden mittels Nieten, die entweder aus Eisen sein konnten, oder, wie auch Darstellungen nahelegten, aus Buntmetall, inwandig auf den Träger aufgenietet. Diese Niete waren von außen gut zu sehen und nicht selten mit kunstvoll gestalteten Köpfen versehen.
Durch die teilweise Überlappung und die starre Anordnung auf der Innenseite des Trägermaterials war sichergestellt, dass keine angreifbaren Lücken entstanden.
Ab der ersten Hälfte des 14. Jahrhunderts entwickelten sich einerseits die Brigantine mit deutlich kleineren Platten, andererseits der Plattenpanzer, welche im Laufe der Zeit den Plattenrock vollständig ablösten.
Eine große Anzahl Plattenröcke wurde von Bengt Thordeman in den Massengräbern von Visby ausgegraben.